# Tommaso da San Cipriano
Tommaso da San Cipriano foi um prelado católico romano que serviu como bispo de Venosa (1519–?).

## Biografia
Tommaso da San Cipriano foi ordenado sacerdote na Ordem dos Pregadores. Em 1519, foi nomeado durante o papado de Leão X como Bispo de Venosa. Não se sabe por quanto tempo serviu como bispo de Venosa; o próximo bispo registado foi Guido de Medici, nomeado em 1527.